# 工業高校前駅
工業高校前駅（こうぎょうこうこうまええき）は、青森県十和田市三本木にあった十和田観光電鉄十和田観光電鉄線の駅（廃駅）である。

## 歴史
- 1969年（昭和44年）5月1日：開業[1]。
- 2008年（平成20年）3月1日：旧・十和田観光電鉄を「とうてつ」に事業譲渡し、新・十和田観光電鉄に商号変更させた上で新会社による運営に伴い、同駅の管理を新会社に継承[1]。
- 2012年（平成24年）4月1日：鉄道廃止により、廃駅となる[1]。

## 駅構造
単式ホーム1面1線を有する地上駅。線路はほぼ東西に走り、ホームは線路の南側にある。簡単な構造の停留所で駅舎はなく、ホームの上に開放的な待合所が設けられているのみとなっている。無人駅。

## 駅周辺
駅の北側に青森県立十和田工業高等学校と十和田市立東小学校がある。駅の南側には住宅も多い。
十和田観光電鉄の線路に並行して、南側に三本木原水路が流れている。

## 隣の駅
十和田観光電鉄
十和田観光電鉄線
北里大学前駅 - 工業高校前駅 - ひがし野団地駅